# Blindia capillifolia
Blindia capillifolia är en bladmossart som beskrevs av Jules Cardot 1906. Blindia capillifolia ingår i släktet blindior, och familjen Seligeriaceae. Inga underarter finns listade i Catalogue of Life.